# لویال (کنتاکی)
لویال (به انگلیسی: Loyall) شهری در ایالت کنتاکی کشور ایالات متحده آمریکا است که جمعیت آن در سرشماری سال ۲۰۱۰ میلادی، ۱٬۴۶۱ نفر بوده‌است.